# Tour Albert
Tour Albert (též Tour Croulebarbe) je mrakodrap v Paříži. Nachází se na ulici Rue Croulebarbe ve 13. obvodu. Byl postaven v letech 1958–1960 jako první obytný mrakodrap v Paříži. Stavba je od roku 1994 chráněná jako historická památka.

## Historie
Stavba mrakodrapu byla původně součástí urbanistického projektu, který měl spojit Rue Croulebarbe s Avenue de la Sœur-Rosalie. ale projekt byl opuštěn, protože RATP odmítl výstavbu lávky nad kolejištěm depa. Stavbu projektoval architekt Édouard Albert a jeho spolupracovníci Robert Boileau a Jacques Henri-Labourdette.
Budova byla v roce 1994 zanesena na seznam historických památek z iniciativy Anne Coutine, urbanistky a dcery architekta budovy Édouarda Alberta.
V roce 2005 budova prošla renovací, kterou vedla architektka Gorka Piqueras.

## Popis
Stavba je výrazně odlišná od okolních budov co do výšky i architektonického stylu. Tour Albert má výšku 67 metrů, 23 podlažích a 110 apartmánů. Jeho podpěrná konstrukce je vyrobena z dutých ocelových trubek o průměru 19,1 až 21,6 cm naplněných betonem. Konstrukce je zesílena dvojitým podélným mezikružím a křížením do X. Tato trubicovitá struktura, částečně viditelná na fasádě, je charakteristická pro Albertovy stavby, jako je kampus Jussieu. Na fasádě se střídají okna a panely z nerezové oceli.
V 6. patře se nachází terasa s plochou 600 m2. Původně měla být přístupná veřejnosti, ale kvůli zrušení lávky mezi Rue Croulebarbe a Avenue de la Sœur-Rosalie nad linkou metra, nikdy nebyla zpřístupněna. Další terasa je ve 22. patře.